# Tania Singer

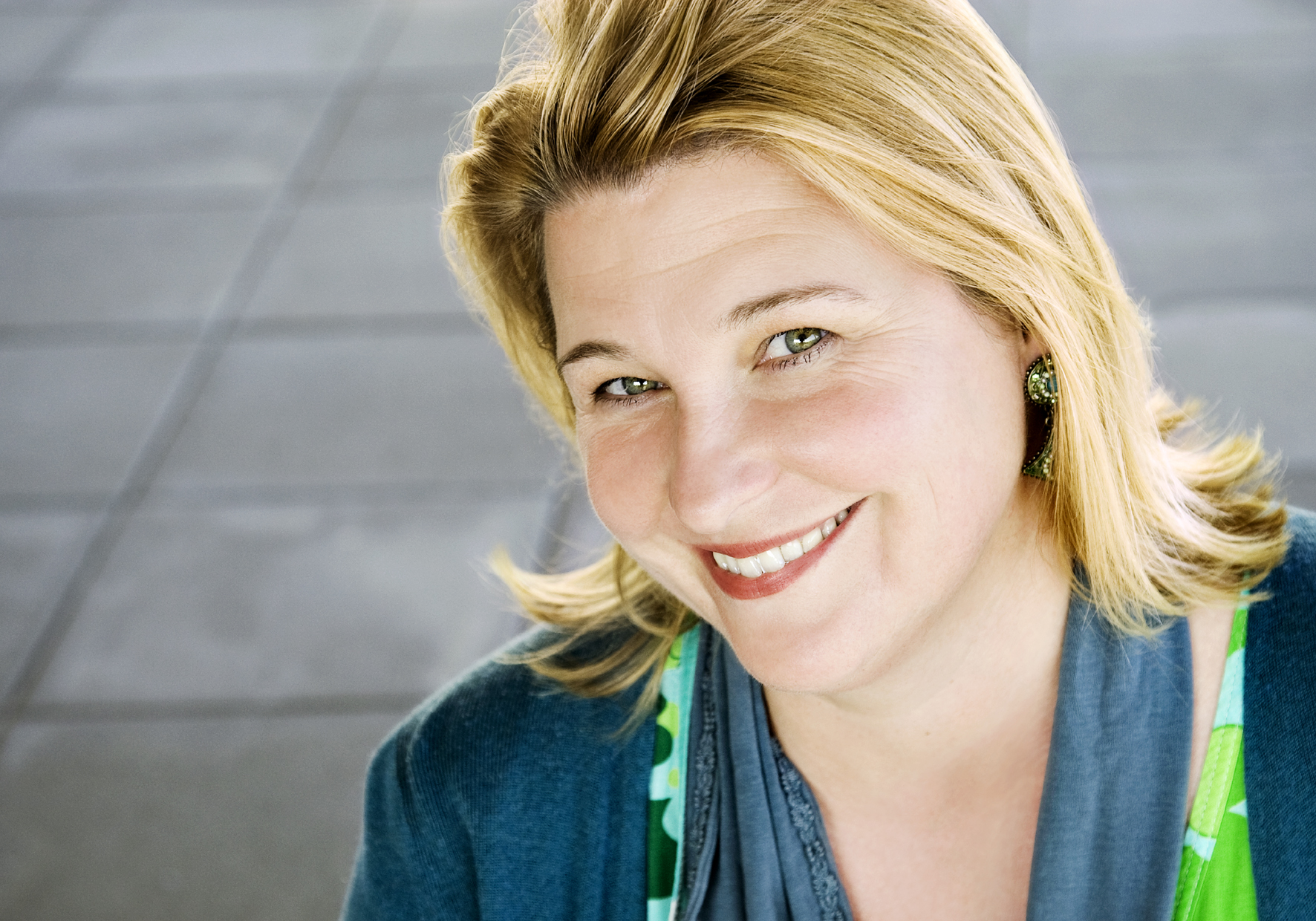
Tania Singer

Tania Singer (* 8. Dezember 1969 in München) ist eine deutsche Neurowissenschaftlerin und Psychologin.
Seit 2019 ist sie wissenschaftliche Leiterin der Forschungsgruppe Soziale Neurowissenschaften der Max-Planck-Gesellschaft in Berlin. Singers Forschungsschwerpunkt ist das menschliche Sozialverhalten. Mit einem interdisziplinären Forschungsansatz untersucht sie neuronale, hormonelle und entwicklungsbedingte Grundlagen des menschlichen Sozialverhaltens sowie soziale und moralische Emotionen (z. B. Empathie, Mitgefühl, Neid, Rache und Fairness). Weiterhin ist sie Expertin in mentaler Trainingsforschung und deren Einfluss auf mentale Gesundheit, Stressreduktion und Resilienzförderung. Sie ist Begründerin und Leiterin der bisher weltweit größten longitudinalen mentalen Trainingsstudie, dem ReSource Projekt, sowie einer längsschnittlichen Erhebung zur mentalen Gesundheit während der Covid-19-Pandemie, dem CovSocial Projekt. Als Brückenbauerin hat sie auch zusammen mit Ökonomen einen Caring Economics Ansatz entwickelt.

## Leben und Leistungen
Von 1989 bis 1992 studierte Singer Psychologie an der Philipps-Universität Marburg, von 1992 bis 1996 dann Psychologie und den Aufbaustudiengang Medienberatung an der Technischen Universität Berlin. Sie schloss ihr Psychologiestudium 1996 mit Diplom ab. Zwischen 1996 und 2000 war sie als Doktorandin am Max-Planck-Institut für Bildungsforschung in Berlin tätig. 2000 promovierte sie in Psychologie am Max-Planck-Institut für Bildungsforschung in Berlin. Nach dem Erhalt ihrer Doktorwürde von der Freien Universität Berlin kehrte sie 2000 dorthin zurück. Als Postdoktorandin forschte sie mit Chris Frith am Wellcome Department of Imaging Neuroscience und mit Uta Frith am Institute of Cognitive Neuroscience in London, bevor sie 2006 als Assistenzprofessorin an die Universität Zürich in die Schweiz zog. Von 2007 bis 2009 war sie in Zürich als Mitbegründerin und Co-Direktorin des Labors für Soziale und Neuronale Systeme tätig und erhielt im Jahr 2008 den Gründungslehrstuhl für Soziale Neurowissenschaften und Neuroökonomie an der Universität Zürich. Von 2010 bis 2018 war sie Direktorin der Abteilung für Soziale Neurowissenschaft am Max-Planck-Institut für Kognitions- und Neurowissenschaften in Leipzig. Von 2011 bis 2019 war Singer zudem Honorarprofessorin der Humboldt-Universität zu Berlin und der Universität Leipzig. 2001 erhielt Singer die Otto-Hahn-Medaille der Max-Planck-Gesellschaft. 2021 erhielt sie die Danke Skulptur von Faraj Remmo. Laut der renommierten Wissenschaftsplattform Research.com gehört Tania Singer im Jahr 2022 zu den Top 1000 Wissenschaftlern weltweit und zu den Top 30 in Deutschland im Bereich der Psychologie. Von 2014 bis 2018 war Singer Vizepräsidentin und seit 2018 ist sie Ehrenmitglied des Vorstands von Mind and Life Europe. Sie ist außerdem Autorin von mehr als 150 wissenschaftlichen Fachartikeln und Buchkapiteln.
Singer ist die Tochter des Neurophysiologen Wolf Singer. Singers Mutter Francine ist Französin und arbeitete als Redakteurin beim Bayerischen Rundfunk. Singers Zwillingsschwester Nathalie Singer ist Professorin für Experimentelle Radiokunst an der Bauhaus-Universität Weimar.

## Forschungsschwerpunkte
Ihr Forschungsschwerpunkt ist die Untersuchung der neuronalen und hormonellen Mechanismen, die dem menschlichen Sozialverhalten zugrunde liegen.
Insbesondere erforscht Singer die Grundlagen sozialer Kognition sowie sozialer Emotionen wie Empathie, Mitgefühl, Neid und Fairness und des Weiteren soziale Entscheidungsfindung und Kommunikation. Sie hat weiterhin mehrere Mitgefühls- und Achtsamkeitsbezogene mentale Trainingsstudien ins Leben gerufen mit dem Ziel, die Trainierbarkeit des sozialen Gehirns zu untersuchen, sowie Möglichkeiten mentale Gesundheit und Resilienz zu fördern. Zudem untersucht sie die Grundlagen für Kooperation und altruistisches Verhalten sowie deren Zusammenbruch unter bestimmten Bedingungen. Ihr interdisziplinärer Ansatz verbindet Neurowissenschaften, Psychologie, Bio-Psychologie, Biologie, Wirtschaftswissenschaft, Philosophie und Anthropologie sowie Kunst und kontemplative fernöstliche Traditionen. Ziel ist es, den Einfluss von Umweltfaktoren auf das Sozialverhalten, die zugrunde liegenden kognitiven sowie neuronalen Prozesse, die assoziierten Neurotransmittersysteme, Hormone und Gene sowie deren Plastizität und Trainierbarkeit besser zu verstehen.
Singer ist eine Expertin auf dem Gebiet der Mitgefühls- und Empathieforschung. In einem Science-Artikel zeigte Tania Singer 2004 zum ersten Mal, dass Regionen im Gehirn, die der eigenen Schmerzverarbeitung zugrunde liegen, ebenfalls aktiviert werden, wenn die Probanden im Scanner lediglich den Schmerz ihres Partners beobachteten. Zwei weitere Studien zeigen, dass die Aktivierung in Gehirnregionen, die bei Empathie eine Rolle spielen, dadurch moduliert werden können, dass Personen als zu der eigenen Gruppe zugehörig oder nicht zugehörig wahrgenommen werden oder aber dadurch, ob die anderen Person sich fair verhält oder nicht.
Singer ist Begründerin und Leiterin des ReSource Projektes, einer vom European Research Council geförderten, großangelegten 9-monatiger Langzeitstudie über die Effekte mentalen Trainings von Achtsamkeit, Mitgefühl und sozialer Intelligenz auf Geist, Gehirn, Verhalten und Gesundheit. Im Rahmen dieses Projekts wurden von mehr als 300 Probanden zwischen 2013 und 2016 am Max-Planck-Institut für Kognitions- und Neurowissenschaften in Leipzig sowie im Haus 5, dem Satellitenlabor in Berlin, Daten erhoben. Aus diesem Projekt wurden bisher über 40 wissenschaftliche Artikel publiziert. Ergebnisse zeigen unter anderem, dass bestimmte Arten des mentalen Trainings sozialen Stress reduziert sowie strukturelle Plastizität im Gehirn bewirkt.
Singer war Vorstandsmitglied des Mind and Life Institute und ist Ehrenvorstand von Mind and Life Europe. Sie arbeitete mit Matthieu Ricard zusammen, um Gehirnaktivitäten unter unterschiedlichen Bewusstseinszuständen während der Meditation zu erforschen. Im Rahmen dieser langjährigen Mitgliedschaft organisierte sie auch zusammen mit Matthieu Ricard zwei große Konferenzen mit dem Dalai Lama 2010 in Zürich und 2016 in Brüssel, aus denen zwei Bücher hervorgegangen sind: Mitgefühl in der Wirtschaft und Die Macht der Fürsorge.
Von 2013 bis 2017 bestand ein durch das Institute for New Economic Thinking (INET) gefördertes kollaboratives Projekt von Singers Gruppe mit Dennis J. Snower, ehemaliger Präsident des Kieler Instituts für Weltwirtschaft. Sie untersuchten, wie psychologische und neurowissenschaftliche Erkenntnisse über menschliche Motivation, Emotionen, und soziale Kognition die ökonomischen Modelle zur Entscheidungsfindung beeinflussen können, damit letztendlich Probleme der globalen Wirtschaft besser angegangen werden können.
Seit 2020 leitet Singer das CovSocial Projekt. In diesem von der Berlin University Alliance (BUA) und der Max-Planck-Gesellschaft geförderten Projekt wurde online untersucht, wie sich die Covid-19-Pandemie auf das emotionale Befinden und Verhalten der Berliner Bevölkerung ausgewirkt hat. Weiterhin wurde untersucht, welchen Einfluss ein mehrwöchiges mentales Online-Training auf die mentale Gesundheit und das Sozialverhalten hat.

## Kritik
Im August 2018 berichteten verschiedene Medien, dass Tania Singer in ihrer Funktion als Leiterin am Leipziger Institut über mehrere Jahre systematisches Mobbing gegenüber Mitarbeitern betrieben habe. Singer wies die Vorwürfe zurück. In einem Ende 2017 anberaumten Mediationsprozess habe sie sich bei den Mitarbeitern für die stressbedingten Schwierigkeiten im kommunikativen Umgang entschuldigt. Die Max-Planck-Gesellschaft ließ verlautbaren, der Mediationsprozess sei ergebnislos verlaufen. In der Folge hatten sich Tania Singer und die Max-Planck-Gesellschaft einvernehmlich darauf geeinigt, dass sie ihre Leitungsfunktion in Form eines Sabbatjahres ruhen lässt. Eine im September 2018 einberufene Untersuchungskommission bestätigte schließlich die Vorwürfe als „erhebliches Führungsfehlverhalten“. Der zugleich erhobene Vorwurf wissenschaftlichen Fehlverhaltens wurde nicht bestätigt. Die Pressemitteilung der Max-Planck-Gesellschaft merkte außerdem an, dass die Anonymität der Anklagen gegenüber Singer niemals aufgehoben wurde, „was eine Stellungnahme der Direktorin erschwert hat“. Um eine weitere Eskalation des Konflikts zu vermeiden, trat Singer im Dezember 2018 von ihrem Amt als Direktorin der Abteilung Soziale Neurowissenschaften am Max-Planck-Institut in Leipzig zurück. Seit 2019 ist Singer wissenschaftliche Leiterin der Forschungsgruppe Soziale Neurowissenschaften in Berlin.

## Auszeichnungen und ausgewählte Mitgliedschaften
- 2000: Otto-Hahn-Medaille
- 2011: Ehrenforschungsmitglied am Labor zur Erforschung sozialer und neuronaler Systeme an der Universität Zürich
- Seit 2011: Mitglied, European Initiative for Integrative Psychological Science, Association for Psychological Science (APS)
- 2012 bis 2017: Mitglied des Board of Directors, Mind and Life Institute, Hadley, MA, USA
- Seit 2013: Mitglied, Young Academy of Europe (YAE), Europa[22]
- 2014 bis 2018: Vizepräsidentin des Aufsichtsrats, Mind & Life Europe, Zürich, Schweiz
- Seit 2018 Ehrenmitglied des Aufsichtsrats, Mind & Life Europe, Zürich, Schweiz

## Ausgewählte Publikationen
Eine vollständige Publikationsliste von Tania Singer findet sich auf ihrer Webseite.
- Ricard, M., Singer T. & Karius K. (2019). Die Macht der Fürsorge: Für eine gemeinsame Zukunft. Wissenschaft und Buddhismus im Dialog mit dem Dalai Lama. KNAUR.LEBEN, ISBN 978 3426878361
- Singer, T. & Ricard, M. (2015). Mitgefühl in der Wirtschaft: Ein bahnbrechender Forschungsbericht. Albrecht Knaus Verlag, ISBN 978-3-8135-0657-0.
- Singer, T. & Bolz, M. (2013). Mitgefühl in Alltag und Forschung. Max-Planck-Gesellschaft, ISBN 978-3-9815612-1-0. E-Book unter compassion-training.org.

- Singer, T & Engert V. (2019). It matters what you practice: Differential training effects on subjective experience, behavior, brain and body in the ReSource Project. Current Opinions in Psychology, 28 151-158. doi:10.1016/j.copsyc.2018.12.005.
- Engert, V., Kok, B.E., Papassotiriou, I., Chrousos, G.P. & Singer T. (2017). Specific reduction in cortisol stress reactivity after social but not attention-based mental training. Science Advances, 3 (10), e1700495. doi:10.1126/sciadv.1700495.
- Kok, B.E. & Singer T. (2017). Effects of contemplative dyads on engagement and perceived social connectedness over 9 months of mental training: a randomised clinical trial. JAMA Psychiatry, 74 (2), 126-134. doi:10.1001/jamapsychiatry.2016.3360.
- Valk, S.L., Bernhardt, B.C., Trautwein, M., Böckler, A., Kanske, P., Guizard, N. Collins, D.L. & Singer T. (2017). Structural plasticity of the social brain: Differential change and socio-affective and cognitive mental training. Science Advances, 3 (10), e1700489. doi:10.1126/sciadv.1700489
- Steinbeis, N. Bernhardt, B.C. & Singer T. (2015). Age-related differences in function and structure of rSMG and reduced functional connectivity with DLPFC explains heightened emotional egocentricity bias in childhood. Social Cognitive and Affective Neuroscience, 10 (2), 302-310. doi:10.1093/scan/nsu057.
- Kankse, P., Böckler, A., Trautwein, F.-M., & Singer, T. (2015). Dissecting the social brain: Introducing the EmpaToM to reveal distinct neural networks and brain-behavior relations for empathy and Theory of Mind. NeuroImage, 122 6–19. doi:10.1016/j.neuroimage.2015.07.082.
- Singer, T. (2012). The past, present and future of social neuroscience: A European perspective. NeuroImage, 61 (2), 437–449. doi:10.1016/j.neuroimage.2012.01.109.
- Lamm, C., Decety, J., & Singer, T. (2011). Meta-analytic evidence for common and distinct neural networks associated with directly experienced pain and empathy for pain. NeuroImage, 54 (3), 2492–2502. doi:10.1016/j.neuroimage.2010.10.014.
- Singer, T., Seymour, B., O'Doherty, J. P., Stephan, K. E., Dolan, R. J., & Frith, C. D. (2006). Empathic neural responses are modulated by the perceived fairness of others. Nature, 439,  466–469. doi:10.1038/nature04271.
- Singer, T., Seymour, B., O'Doherty, J., Kaube, H., Dolan, R. J., & Frith, C. D. (2004). Empathy for pain involves the affective but not sensory components of pain. Science, 303  (5661), 1157–1162. doi:10.1126/science.1093535.